# Sorynsk
Sorynsk (ukrainisch Зоринськ; russisch Зоринск/Sorinsk) ist eine Stadt im Osten der Ukraine mit etwa 7500 Einwohnern.

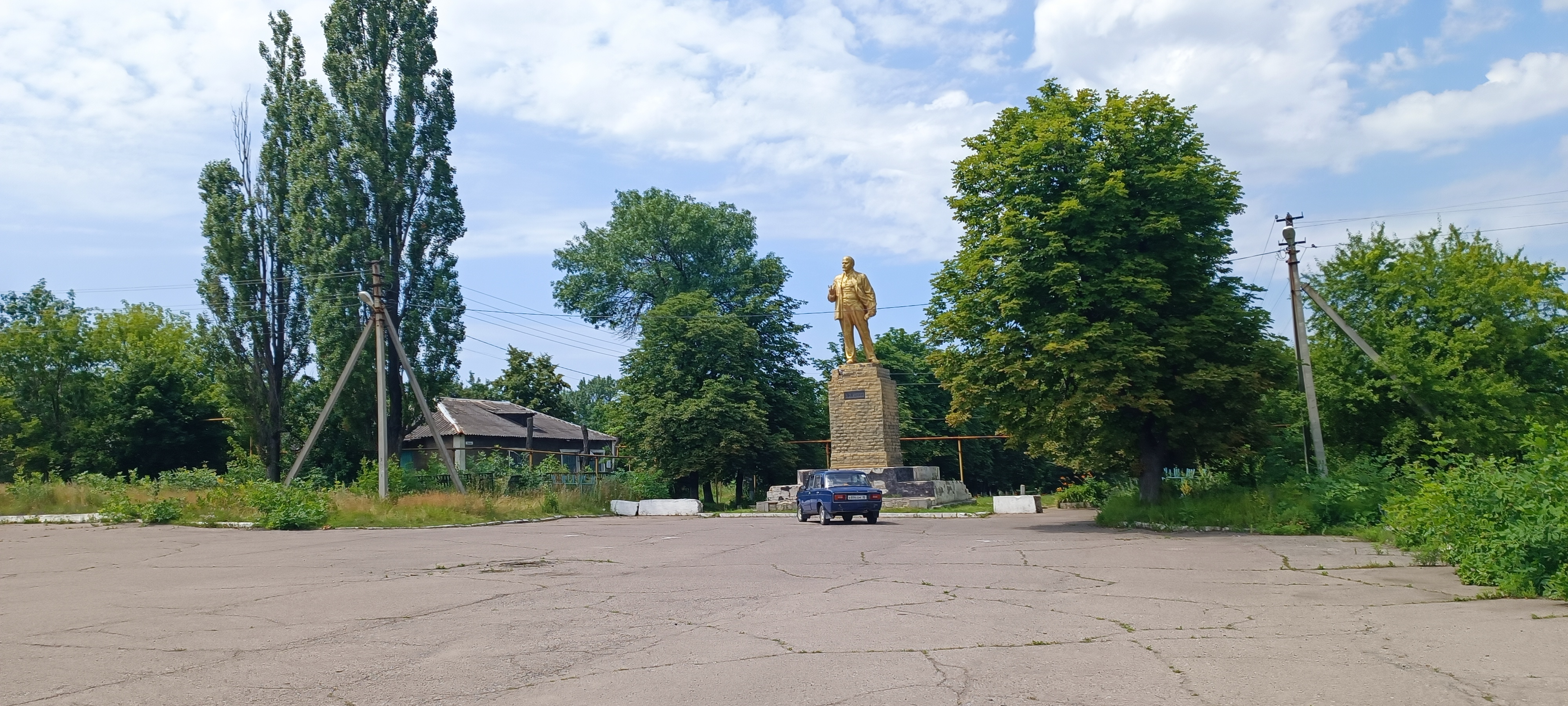
Denkmal im Ort

Der Ort ist im Westen der Oblast Luhansk sowie zentral im Rajon Perewalsk, etwa 15 Kilometer westlich vom Rajonszentrum Perewalsk und 52 Kilometer südwestlich der Oblasthauptstadt Luhansk, am Fluss Losowa (Лозова) gelegen.
Zur Stadtratsgemeinde zählt auch noch die südwestlich gelegene Siedlung städtischen Typs Bajratschky.
Sorynsk wurde 1930 als Bergbausiedlung Nikanor gegründet und 1934 in Oleniwka (Оленівка) umbenannt, gleichzeitig erhielt der Ort den Status einer Siedlung städtischen Typs. 1963 erhielt er den Stadtstatus zuerkannt.
Seit Sommer 2014 ist die Stadt im Verlauf des Ukrainekrieges durch Separatisten der Volksrepublik Lugansk besetzt.